# Montes Rimutaka

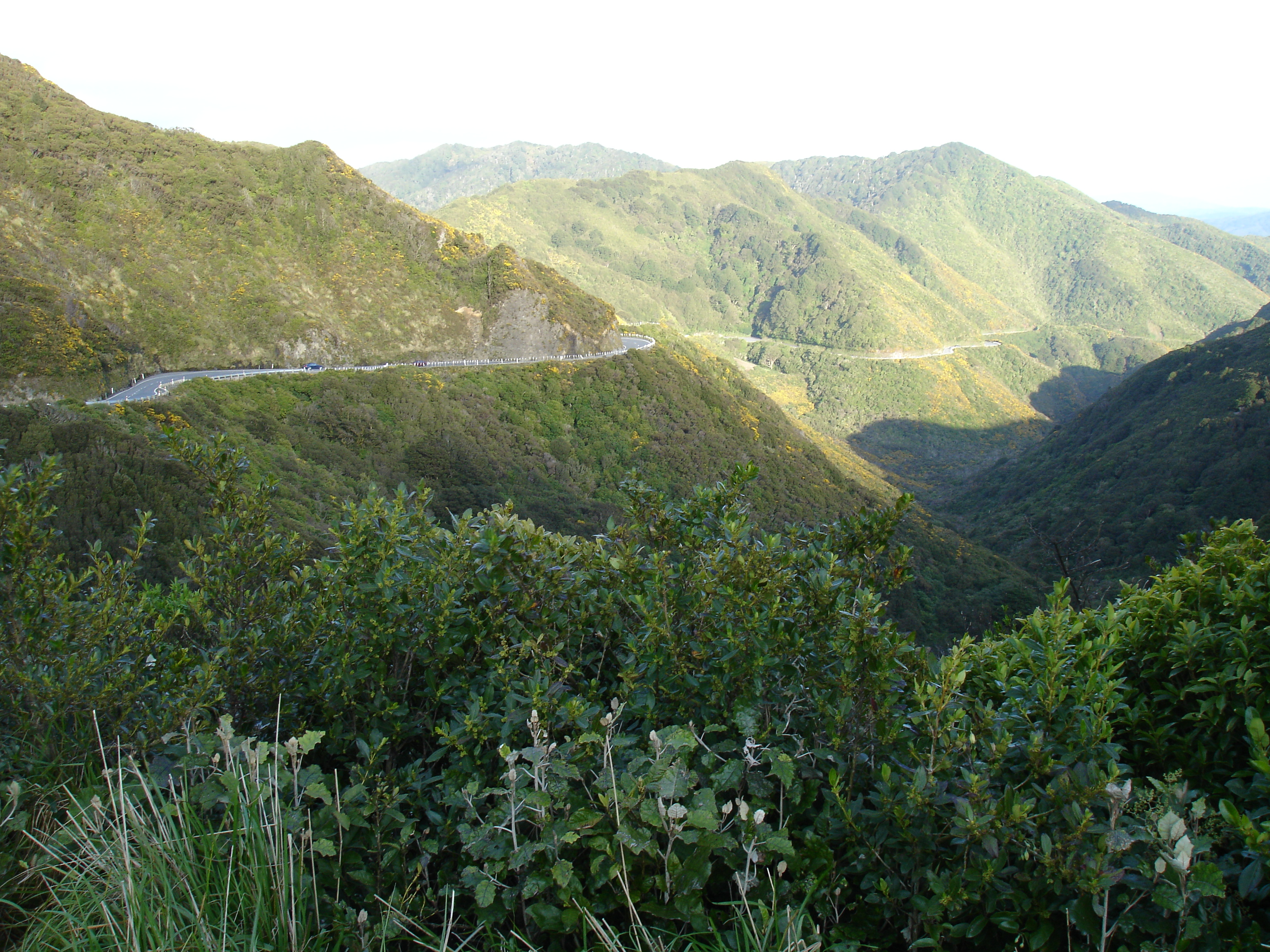

Os Montes Rimutaka estão localizados na ilha Norte da Nova Zelândia. Formam uma cordilheira paralela com a costa leste entre East Cape e Wellington. A cordilheira é mais elevada na parte sul, onde consiste dos montes Ruahine, Tararua, e Rimutaka.